# Thomas Hare
Thomas Hare (Inghilterra, 28 marzo 1806 – 6 maggio 1891) è stato un politico britannico, promotore della riforma elettorale.
Dopo aver studiato diritto ed essere diventato avvocato (1833), pubblica diversi libri sulle decisioni giudiziarie. Nel 1853 diventa ispettore di organismi di beneficenza e anche vice commissario della Royal City Charities Commission. Era membro dei Conservatori (Tory).
È l'inventore del Single Transferable Vote (STV, voto singolo trasferibile). Il suo progetto originario era quello di fare dell'Inghilterra un'unica circoscrizione elettorale dove ogni elettore doveva firmare e verificare il suo voto. Nel 1873, adatta il suo sistema per tener conto del voto segreto. Secondo il quoziente Hare, basta dividere il voto totale dal numero dei seggi per ottenere un quoziente, i resti essendo distribuiti a casaccio.
Difende la proporzionale nei suoi famosi libri Machinery of Representation (1857) e Treatise on the Election of Representatives (1859-1873).
La prima applicazione del suo sistema avvenne in Tasmania nel 1897 dopo la sua morte nel 1891.
La sede londinese della Società di Riforma elettorale porta il suo nome.

## Opere
- (EN)  The Machinery of Representation (1857)
- (EN)  A Treatise on Election of Representatives, parliamentary and municipal (1859)
- (EN)  The Election of Representatives parliamentary and municipal: a treatise (1865)